# Hiroshi Ikeda (Regisseur)
Hiroshi Ikeda (japanisch 池田 宏, Ikeda Hiroshi; * 1934 in der Präfektur Tokio) ist ein japanischer Anime-Regisseur, der bei Toei Animation wirkte. Außerdem war er Abteilungsleiter des japanischen Videospielkonzerns Nintendo.

## Leben
Hiroshi Ikeda wurde zur gleichen Zeit bei Toei angestellt wie der bekannte japanische Animator Yōichi Kotabe. Gemeinsam arbeiteten sie an einigen Projekten wie dem Animefilm Soratobu Yūreisen (1969), dessen Regisseur Ikeda war und für den Kotabe als Animationsleiter involviert war. Ikeda lieferte auch die mit Spielzeugrequisiten erzeugten Spezialeffekte für Guila – Frankensteins Teufelsei (1967), ein Film von Kazui Nihonmatsu.
Später wirkte Ikeda bei Nintendo. Er war der erste Leiter der um 1984 gegründeten Entwicklungsabteilung Nintendo Entertainment Analysis & Development (damals R&D4), deren Chefproduzent, Shigeru Miyamoto, der Entwickler von Spielen wie Donkey Kong war. Ikeda stellte für Miyamoto ein kleines Team zusammen, mit welchem dieser erste Spiele entwickelte, darunter Erfolgstitel wie Super Mario Bros. oder The Legend of Zelda. Außerdem heuerte Ikeda seinen früheren Kollegen Kotabe an, der fortan Illustrator bei R&D4 war. Später übernahm Miyamoto die Abteilungsleitung und Ikeda, der bei Nintendo hinter den Kulissen agierte, verließ das Unternehmen.
Ferner war Ikeda Präsident des 1991 von Nintendo mitgegründeten Joint-Venture-Unternehmens Mario Co. sowie des 1998 gegründeten Studios Manegi, einem von Nintendo und Hudson Soft gegründeten Unternehmen.

## Filmografie
- 1963: Mogura no Motoro (もぐらのモトロ)
- 1963: Okami Shōnen Ken (狼少年ケン)
- 1965–1999: Hustle Punch (ハッスルパンチ), auch Drehbuch
- 1966–1968: Mahō Tsukai Sally (魔法使いサリー)
- 1967: The King Kong Show
- Soratobu Yūreisen (空飛ぶゆうれい船; 1969), Regisseur, Drehbuch
- Himitsu no Akko-chan (ひみつのアッコちゃん; 1969–1970), Episoden-Regisseur
- Die Schatzinsel (Dōbutsu Takarajima; どうぶつ宝島; 1971), Episoden-Regisseur, Drehbuch
- Sarutobi Etchan (1971–1972), Episoden-Regisseur
- Mahō Tsukai Chappy (1972), Episoden-Regisseur